# Enargia fulvago
Enargia fulvago là một loài bướm đêm trong họ Noctuidae.